# Singl3s
Singl3s is een Vlaams datingprogramma gebaseerd op het Amerikaanse Girlfri3nds.

## Concept
Drie Vlaamse vrouwen kiezen uit honderd mannen, die zich komen voorstellen in hun villa, ieder zes (of in seizoen 2: vijf) mannen. Met deze mannen gaan ze op date. Elke week valt er één man af, tot 'de ware' man overblijft.
In seizoen 3 worden de rollen omgedraaid: drie Vlaamse mannen kiezen uit honderd vrouwen.